# 小日本
小日本為中國與韓國等二戰時被日本侵略的國家形容日本的歧视性用语。在抗日戰爭後，此词逐漸廣用。

## 名稱由來
此詞的由來有多種說法，部分如下：
- 八年抗战时期，日本人平均身高低于中国人
- 日本的国土面积小，相比中國而言
- 讽刺日本二战时期之国号——大日本帝国
- 日本在二战后成美国的附庸（小弟）

## 日本人对「小日本」一词的态度
曾任日本民主党政策调查会长细野志豪于2012年11月3日在读卖电视台的时政节目表示希望中国人以后不要骂日本为“小日本”。
有网友在kanasoku网站上发帖讨论「小日本」一词，有人回帖表示不介意，甚至还有人表示「小日本」这一称呼很可爱。

## 相关文物

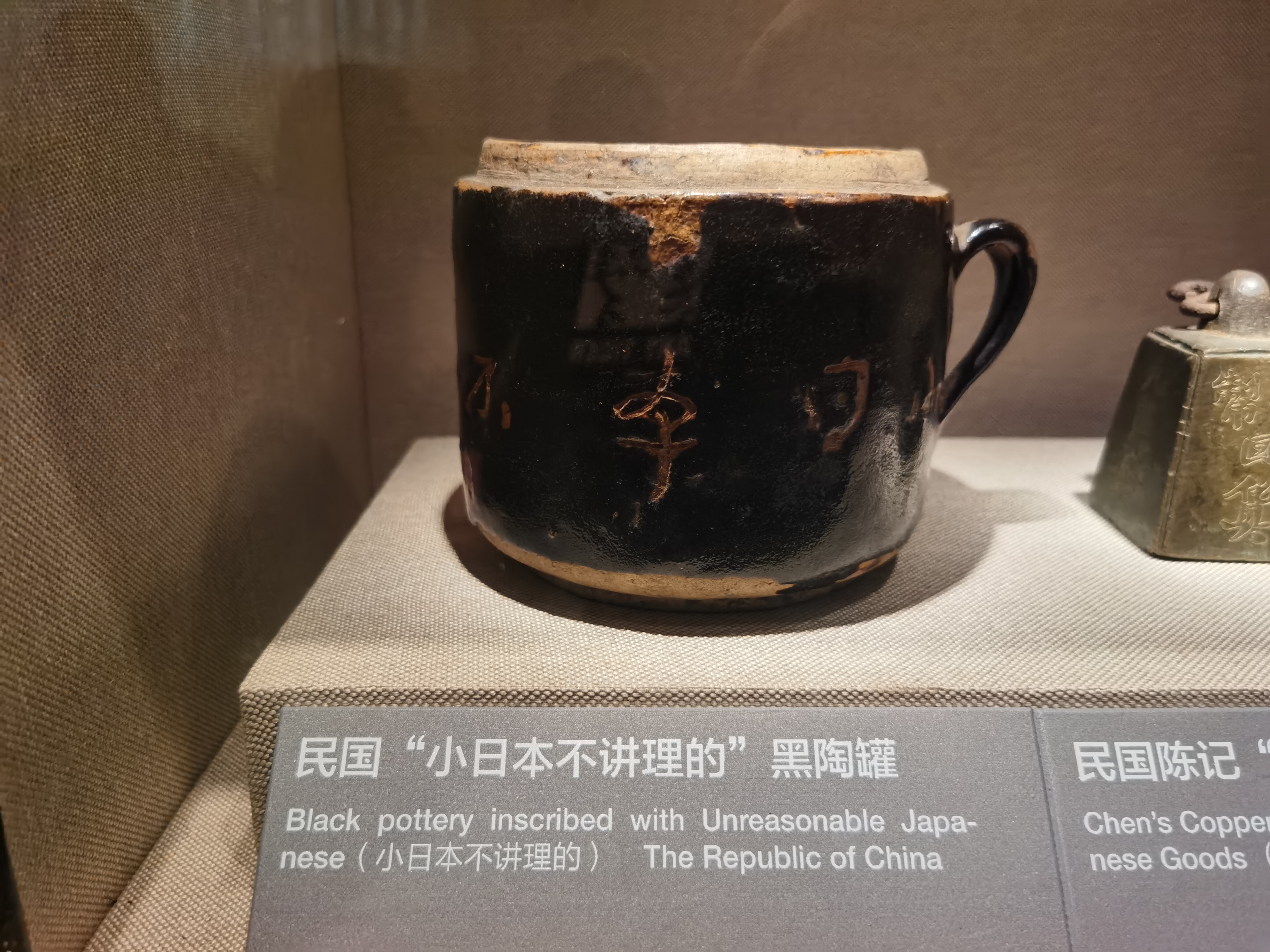
制作于中华民国大陆时期的“小日本不讲理的”黑陶罐